# Bethylus fuscicornis
Bethylus fuscicornis är en stekelart som först beskrevs av Louis Jurine 1807.
Bethylus fuscicornis ingår i släktet Bethylus och familjen dvärggaddsteklar. Arten är reproducerande i Sverige.